# Alagoinha (Pernambuco)
Alagoinha is een gemeente in de Braziliaanse deelstaat Pernambuco. De gemeente telt 14.913 inwoners (schatting 2009).
De gemeente grenst aan Venturosa en Pesqueira.